# エチオピア労働者党
エチオピア労働者党（エチオピアろうどうしゃとう、アムハラ語: የኢትዮጵያ ሠራተኞች ፓርቲ, ラテン文字転写: Ye Ityop’p’ya Serratennyocch Parti）は、エチオピアの旧政党。1984年から1990年まで同国に一党制を敷いた。共産主義、マルクス・レーニン主義を掲げてはいたものの、実態はメンギスツ・ハイレ・マリアムによる個人独裁を支える翼賛政党にすぎなかった。

## 党名
- アムハラ語のラテン文字転写ではYe Ityopia Seratepnotch Parti。
- 英語ではWorkers' Party of EthiopiaもしくはEthiopian Workers' Party。

## 背景とCOPWE設立
ハイレ・セラシエ1世が廃位された1974年のクーデターで、軍部を率いるメンギスツ・ハイレ・マリアムが実権を握ったことを受け、最有力援助国だったソビエト連邦が徐々に共産主義前衛政党設立による文民統治復活の圧力をかけ始めた。当初はそうした圧力を拒否していたメンギスツだが、1970年代後半、反政府武装勢力の活動が活発化したことを受け、全ての国民を統制する能力を持った政党設立の必要性に迫られた。そして1979年12月、メンギスツはエチオピア労働者党設立準備委員会(COPWE)の設置を宣言した。
COPWEの設置を受け、革命的エチオピア青年協会などの大衆機構も組織された。これらは各階級の広範な利益を代表し、また派閥主義を根絶することで、国家全体を統括する統一政党の設立を容易にすることを目的としていた。こうした組織の設置は、エチオピア国民の政治意識を議会においてのみでなく職場や教育機関内でも高めさせる効果があった。よって多様な大衆機構への加入は、国家によって強く推奨されることとなった。
COPWEはエチオピア労働者党設立までに委員会を3度招集し、大衆機構の設立により政府に多様性を持たせることに努めた。だが1980年の第1回委員会では、委員の3分の1以上が軍人か、もしくは首都であるアディスアベバの代表で占められた。その中ではまず、COPWE中央委員会と書記局の構成員が発表された。書記局は中央委員会での議事を管理する重要部局で、その多くは文民の共産主義者によって占められていたが、常に軍事政権の監視を受けていた。また書記局の地域支部は陸軍将校によって調整され、書記局中央指導部の補佐としての役割を果たした。そして1981年、執行委員会が新設され、地方の代表を受け入れるようになったことで、COPWEは更に強大な機構となっていった。
1983年までに、COPWEは約5万のメンバーと約6千5百の組織細胞を抱えるようになった。だがメンギスツがCOPWE成立初期に出したイデオロギー的な純正さと共産主義への傾倒を求める声明にもかかわらず、共産主義イデオロギーは形骸化していった。政敵を追い落とし、軍事独裁政権への忠誠を誓うことが、マルクス・レーニン主義の堅持よりも重要であると見なすCOPWEメンバーが増えたのである。この頃には、軍人と治安部隊員がCOPWE中央委員会で多数派となっていた。

## 党の設立

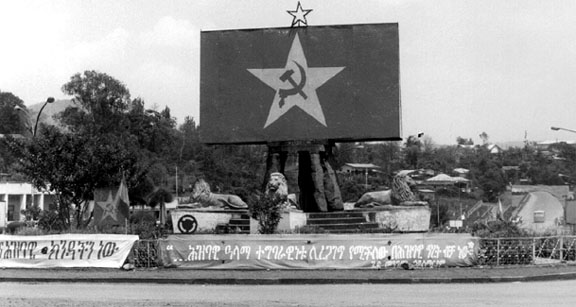
エチオピア労働者党のモニュメント

1984年9月12日、1974年のクーデターから10周年を迎え、遂にエチオピア労働者党が正式に結党された。COPWEは廃止され、エチオピア労働者党がそれに取って代わった。123議席だった中央委員会は183議席に拡大され、党中央委員会は5年ごとに開催されることが決定された。またこの時、メンギスツは党の最高指導者である党書記長に就任している。
COPWEの執行機関だった執行委員会は政治局となり、政策決定の最高指導機関となった。政治局員11名のうち7名は旧軍事政権の幹部、残り4名は文民の共産主義者とテクノクラートで構成された。メンギスツはいかなる反対勢力よりも優位に立つことを望み、粛清を行なった。この粛清では同志であるはずのマルクス主義者までもが処刑されている。政治局員の選出過程では縁故主義がはびこり、メンギスツに反対する者はわずかであった。党の全ての協議体は、政策立案機関というよりも、メンギスツの意見を代弁するためだけのものとなっていた。
国家レベルでは、党員の大半は軍人か、もしくは特定の民族に偏っていた。特定の民族とは、歴史的に大エチオピア主義に賛同してきたティグレ族やアムハラ族のことである。しかし地方レベルになると、特定民族や軍人であるかはさして問題とならず、多くの民族の文民が権力の座に就くことができた。
エチオピア労働者党は「国家開発の工程を組織化し、国家や社会の力を指導する役割を果たす」ことを目的としており、1987年に制定された新憲法ではその文言が挿入された。そして公式に軍事政権を解散し、国名をエチオピアからエチオピア人民民主共和国に改称、文民統治への移管を発表した。この憲法では政府よりも党に強大な権限が付与されており、党の地方指導者には、中央の意向とは矛盾しないという条件で、ほぼ無制限の支配権が与えられた。

## 凋落
ようやく文民統治の共産主義国家という形式を整えたメンギスツだが、反政府武装勢力の反乱、そしてソ連邦からの援助が1990年に途絶えたことにより、政権の危機が一気に高まった。1991年にはソ連邦が崩壊、エチオピア労働者党の権力は抑え込まれ、新憲法制定からわずか3年で、遂にはマルクス・レーニン主義と一党制を公式に放棄せざるをえなくなってしまう。1991年5月21日、メンギスツがジンバブエに亡命し、エチオピア人民革命民主戦線（EPRDF）を率いるメレス・ゼナウィ書記長が暫定政府を樹立した。そして同年6月19日を以てエチオピア労働者党は非合法化され、消滅した。